# Уитли, Генри Бенджамин
Генри Бенджамин Уитли (англ. Henry Benjamin Wheatley; 1838 — 1917) — английский редактор и библиограф.
Наибольшую прижизненную известность получил краеведческими работами, посвящёнными Лондону; наиболее важная из них, «Прошлое и настоящее Лондона: его история, общества и традиции» (англ. London Past and Present: Its History, Associations, and Traditions; 1881), считалась образцовой книгой о городе. Под редакцией Уитли вышло в 1893—1899 гг. третье издание знаменитого дневника Сэмюэла Пипса — ценного источника по жизни Лондона в XVII веке; подготовка издания, осуществлённая Уитли, отличалась в лучшую сторону от работы его предшественников, однако и в нём были сохранены пропуски (связанные преимущественно с описаниями сексуальных похождений Пипса), восстановленные лишь в новейшем издании 1970—1983 гг. С этой работой связана и книга Уитли «Сэмюэл Пипс и мир, в котором он жил» (англ. Samuel Pepys and the World He Lived In; 1889).
Другой важной частью наследия Уитли стали его библиографические труды. Самым масштабным из них был четырёхтомный «Словарь анонимной и псевдонимной литературы Великобритании» (англ. A Dictionary of Anonymous and Pseudonymous Literature of Great Britain; 1882—1888). Уитли также опубликовал книги «История и искусство книжного переплёта» (англ. The history and art of bookbinding; 1880), «Посвящение книг покровителям и друзьям» (англ. The dedication of books to patron and friend; 1887), историю цен на книги в Англии (англ. Prices of books: An inquiry into the changes in the price of books which have occurred in England at different periods; 1898), ряд практических пособий, в том числе «Как собрать библиотеку» (англ. How to form a library; 1886) и «Как составить каталог библиотеки» (англ. How to catalogue a library; 1889). Несколько работ Уитли были посвящены библиографическим указателям, их задачам и правилам их составления; Уитли называют отцом английского библиографического указателя (англ. the father of indexing), в 1960 году в Англии была учреждена Медаль Уитли за лучший библиографический указатель года.
Старший брат Уитли Бенджамин Роберт Уитли (1819—1884) был заметным британским библиографом, преимущественно в области медицинской литературы.